# Bénac (Hautes-Pyrénées)
Bénac ist eine französische Gemeinde mit 530 Einwohnern (Stand 1. Januar 2022) im Département Hautes-Pyrénées in der Region Okzitanien. Sie gehört zum Kanton Ossun und zum Arrondissement Tarbes.
Nachbargemeinden sind Lanne im Nordwesten, Louey im Norden, Hibarette im Nordosten, Saint-Martin im Osten, Visker im Südosten, Layrisse und Orincles im Süden, Barry im Südwesten und Averan im Westen.

## Bevölkerungsentwicklung

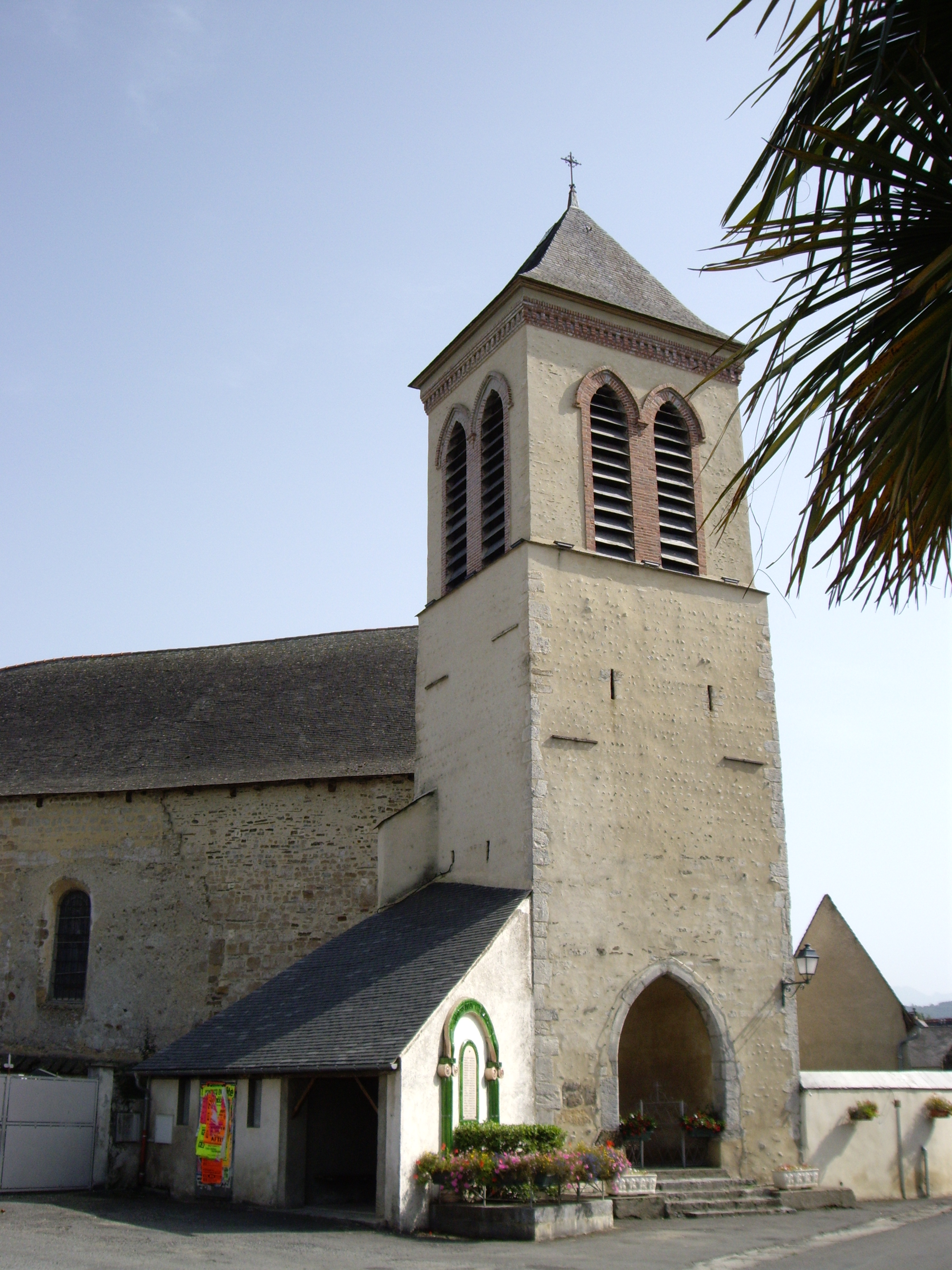
Kirche Nativité-de-la-Sainte-Vierge, seit 1972 ein Monument historique

| Jahr                       | 1962 | 1968 | 1975 | 1982 | 1990 | 1999 | 2008 | 2015 |
| -------------------------- | ---- | ---- | ---- | ---- | ---- | ---- | ---- | ---- |
| Einwohner                  | 432  | 406  | 399  | 436  | 478  | 473  | 509  | 529  |
| Quellen: Cassini und INSEE |      |      |      |      |      |      |      |      |